# William Yates (Leichtathlet)
William Yates (William George Yates; * 5. August 1880 in Congleton; † 27. Dezember 1967 in Macclesfield) war ein britischer Geher.
Bei den Olympischen Spielen 1912 in London wurde er im Finale des 10.000-Meter-Gehens disqualifiziert.